# 11697 Estrella
11697 Estrella este un asteroid din centura principală de asteroizi.

## Descriere
11697 Estrella este un asteroid din centura principală de asteroizi. A fost descoperit pe 31 martie 1998 la Socorro, New Mexico, în cadrul proiectului LINEAR. Asteroidul prezintă o orbită caracterizată de o semiaxă mare de 2,34 ua, o excentricitate de 0,06 și o înclinație de 6,3° în raport cu ecliptica.